# Traminda marcida
Traminda marcida är en fjärilsart som beskrevs av W. Warren 1905. Traminda marcida ingår i släktet Traminda och familjen mätare. Inga underarter finns listade i Catalogue of Life.